# Discografia di Tori Kelly
La discografia di Tori Kelly, cantautrice statunitense, comprende quattro album in studio, tre EP e 22 singoli, di cui sei in collaborazione con altri artisti.

## Album

### Album in studio
| Anno | Titolo | Posizione massima | Posizione massima | Posizione massima | Posizione massima | Posizione massima | Posizione massima | Posizione massima | Certificazioni            |
| Anno | Titolo | US                | AUS               | CAN               | IRE               | NLD               | NZ                | UK                | Certificazioni            |
| ---- | --- | ----------------- | ----------------- | ----------------- | ----------------- | ----------------- | ----------------- | ----------------- | ------------------------- |
| 2015 | Unbreakable Smile - Pubblicato: 23 giugno 2015 - Etichetta: Capitol Records - Formati: CD, LP, download digitale                  | 2                 | 8                 | 3                 | 94                | 75                | 6                 | 36                | - USA: Oro - AUS: Platino |
| 2018 | Hiding Place - Pubblicato: 14 settembre 2018 - Etichetta: Capitol Records - Formati: CD, LP, download digitale, streaming         | 35                | —                 | —                 | —                 | —                 | —                 | —                 |                           |
| 2019 | Inspired by True Events - Pubblicato: 9 agosto 2019 - Etichetta: Capitol Records - Formati: CD, LP, download digitale, streaming  | 97                | —                 | —                 | —                 | —                 | —                 | —                 |                           |
| 2020 | A Tori Kelly Christmas - Pubblicato: 30 ottobre 2020 - Etichetta: Capitol Records - Formati: CD, LP, download digitale, streaming | —                 | —                 | —                 | —                 | —                 | —                 | —                 |                           |

## Extended play
| Anno | Titolo | Posizione massima | Posizione massima |
| Anno | Titolo | US                | NZ                |
| ---- | --- | ----------------- | ----------------- |
| 2012 | Handmade Songs - Pubblicato: 1º maggio 2012 - Etichetta: Tooray - Formati: download digitale                   | —                 | —                 |
| 2013 | Foreword - Pubblicato: 22 ottobre 2013 - Etichetta: Capitol Records - Formati: CD, download digitale           | 16                | 26                |
| 2020 | Solitude - Pubblicato: 12 agosto 2020 - Etichetta: Capitol Records - Formati: CD, download digitale, streaming | —                 | —                 |

## Singoli

### Come artista principale
| 2011                                                                                          | Mr. Music                                           | —  | —  | —  | — | —   | N.D.                     |
| 2011                                                                                          | Bring Me Home                                       | —  | —  | —  | — | —   | N.D.                     |
| 2012                                                                                          | Confetti                                            | —  | —  | —  | — | —   | Handmade Songs           |
| 2013                                                                                          | Fill a Heart (Child Hunger Ends Here)               | —  | —  | —  | — | —   | N.D.                     |
| 2013                                                                                          | Dear No One                                         | —  | —  | —  | — | —   | Foreword                 |
| 2015                                                                                          | Nobody Love                                         | 60 | 21 | 36 | 5 | —   | Unbreakable Smile        |
| 2015                                                                                          | Should've Been Us (solo o feat. Jeremih)            | 51 | 91 | 64 | — | 198 | Unbreakable Smile        |
| 2015                                                                                          | Hollow (solo o feat. Big Sean)                      | 68 | 87 | —  | — | —   | Unbreakable Smile        |
| 2018                                                                                          | Help Us to Love (feat. The HamilTones)              | —  | —  | —  | — | —   | Hiding Places            |
| 2018                                                                                          | Never Alone (feat. Kirk Franklin)                   | —  | —  | —  | — | —   | Hiding Places            |
| 2019                                                                                          | Change Your Mind                                    | —  | —  | —  | — | —   | Insipired by True Events |
| 2019                                                                                          | Sorry Would Go a Long Way                           | —  | —  | —  | — | —   | Insipired by True Events |
| 2019                                                                                          | Language                                            | —  | —  | —  | — | —   | Insipired by True Events |
| 2020                                                                                          | Together (con i For King & Country e Kirk Franklin) | —  | —  | —  | — | —   | N.D.                     |
| 2020                                                                                          | Time Flies                                          | —  | —  | —  | — | —   | Solitude                 |
| 2020                                                                                          | Unbothered                                          | —  | —  | —  | — | —   | Solitude                 |
| "—" indica che l'opera non si è classificata o che non è stata pubblicata in quel territorio. |                                                     |    |    |    |   |     |                          |

### Come artista ospite
| 2012                                                                                          | Magnetic (Traphik feat. Tori Kelly)                 | —   | —  | — | Cruise Control           |
| 2014                                                                                          | Lullaby (Professor Green feat. Tori Kelly)          | —   | 58 | 4 | Growing Up in Public     |
| 2017                                                                                          | I'll Find You (Lecrae feat. Tori Kelly)             | 115 | —  | — | All Things Work Together |
| 2017                                                                                          | Take Back Home Girl (Chris Lane feat. Tori Kelly)   | 55  | —  | — | Laps Around the Sun      |
| 2020                                                                                          | Reckless Love (Cory Asbury feat. Tori Kelly)        | —   | —  | — | N.D.                     |
| 2020                                                                                          | Running Outta Love (Jacob Collier feat. Tori Kelly) | —   | —  | — | Djesse Vol. 3            |
| "—" indica che l'opera non si è classificata o che non è stata pubblicata in quel territorio. |                                                     |     |    |   |                          |